# Ernst Vlcek
Ernst Vlcek (n. 1941, Viena, Germania Nazistă – d. 2008, Brunn am Gebirge⁠(d), Austria Inferioară, Austria) a fost un scriitor de  literatură științifico-fantastică austriac.

## Lucrări scrise - selecție
- 2007: Sternensaga #1: Arena der Nurwanen. ISBN 978-3-927071-07-0.
- 2007: Sternensaga #2: Irrlichter des Geistes. ISBN 978-3-927071-08-7.
- 2007: Sternensaga #3: Orakel der Sterne. ISBN 978-3-927071-09-4.
- 2008: Sternensaga #4: Treffpunkt Gulistan. ISBN 978-3-927071-10-0.

## Vezi și
- Listă de scriitori de literatură științifico-fantastică
- Listă de scriitori de limbă germană
- Științifico-fantasticul în Austria